# Kasikan
Kasikan is een bestuurslaag in het regentschap Kampar van de provincie Riau, Indonesië. Kasikan telt 12.817 inwoners (volkstelling 2010).